# Ковалівська сільська рада (Сватівський район)
| Ковалівська сільська рада — колишній орган місцевого самоврядування у Сватівському районі Луганської області з адміністративним центром у с. Ковалівка. Історична дата утворення: в 1927 році. Водоймища на території, підпорядкованій даній раді: річка Жеребець. Сільській раді були підпорядковані населені пункти: - с. Ковалівка - с. Кармазинівка - с. Нежурине - с. Попівка |

## Склад ради
Рада складалася з 14 депутатів та голови.

### Керівний склад ради
| ПІБ                            | Основні відомості                                                             | Дата обрання | Дата звільнення |
| ------------------------------ | ----------------------------------------------------------------------------- | ------------ | --------------- |
| Шевельова Тетяна Володимирівна | Сільський голова, 1959 року народження, освіта, позапартійна                  | 26.03.2006   | 31.10.2010      |
| Шевельова Тетяна Володимирівна | Сільський голова, 1959 року народження, освіта незакінчена вища, позапартійна | 31.10.2010   |                 |

Примітка: таблиця складена за даними джерела